# プレジール (イヴリーヌ県)
プレジール （Plaisir）は、フランス、イル＝ド＝フランス地域圏、イヴリーヌ県の都市。

## 地理
プレジールは、パリの郊外にあり、ポルト・ドートゥイユ（fr）より約30マイル、ヴェルサイユの西13km、ヴェルサイユ平野にある。コミューン面積の半分は森林と農地である。コミューンはいくつかの定住地に構成されて広がっている。

## 歴史

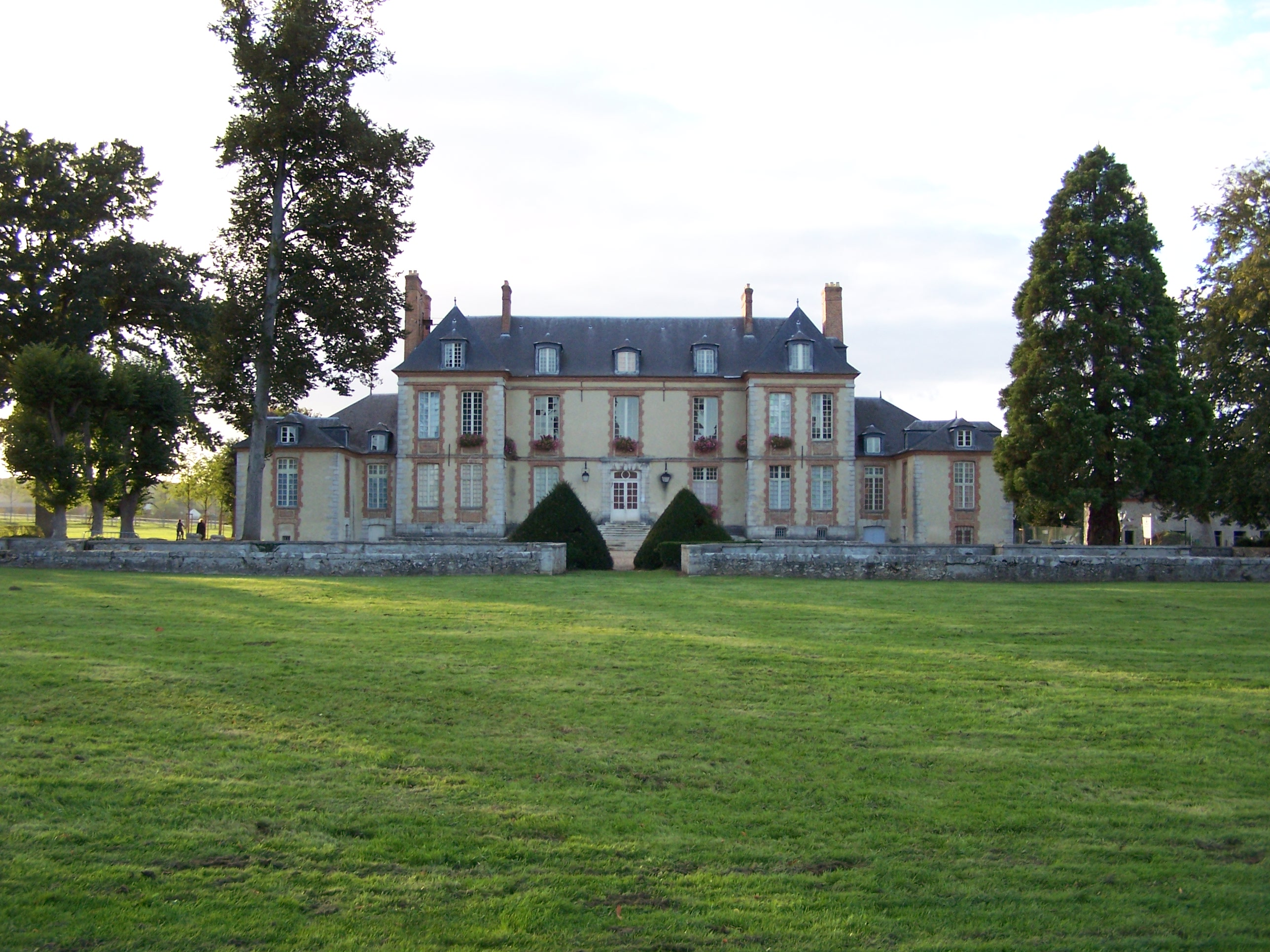
プレジール城

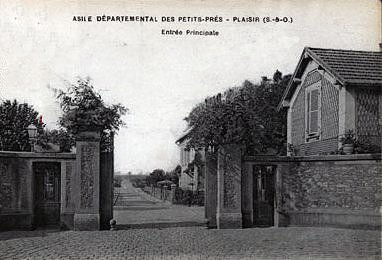
プレジール病院

コミューンの名は、ラテン語で喜びを意味するplacicium、または強固な土地を意味するplesciciumに由来する。
8世紀発祥の修道院、13世紀半ばに建てられたサン＝ピエール教会がある。
封建時代のプレジールは、ノーフル・ル・シャトー男爵（Neauphle-le-Château）領であった。フランソワ・ダングレーム（のちのフランソワ1世）とクロード・ド・フランスが結婚した際、プレジールは王領となった。1537年、フランソワ1世は愛妾エタンプ公爵夫人にノーフィル・ル・シャトー男爵領を与えた。最後のプレジール領主は、ルイ16世の警護隊長ルイ・ド・コッセ＝ブリサックであった。
18世紀後半、ラ・ブレテシェユ（la Bretéchelle）、ラ・ボワシエール（la Boissière）、ル・ビュイッソン（le Buisson）、ラ・シェヌ（la Chaîne）、ル・ヴィラージュ（le Village）、レ・プティ・プレ（les Petits-Prés）、そしてレ・ガティヌ（les Gâtines）の7つの村にはおよそ1000人が暮らしていた。プレジールの村の中心には2つの小川が交差していた。
1862年に鉄道がプレジールに敷かれた。また、修道女が介護を行う精神病院が置かれた。
小さな農村だったプレジールは、20世紀半ばには精神病院の入所者を加えて人口が2倍になっていた。1960年代からニュータウン建設が始まり、サン＝カンタン＝アン＝イヴリーヌのコナベーションが形成された。2000年以降も堅調な都市化が進んでいる。

## 経済
プレジールには工業・商業エリアが6箇所あり、およそ1225社がある。代表的なのはイケア・フランスである。

## 交通
- 鉄道 - トランジリアンN線プレジール-グリニョン駅、プレジール駅
- 道路 - N12、D30、D58、D11
- バス - ウルトゥール（fr）によるバス路線あり

## 姉妹都市
- バイシャ・デ・バニェイラ、ポルトガル
- de:Geesthacht、ドイツ
- ロウストフト、イギリス
- バート・アウスゼー、オーストリア
- モイタ、ポルトガル